# Boulevard Édouard-Herriot
Le boulevard Édouard-Herriot est une voie située dans le 8e arrondissement de Marseille.

## Situation et accès
Le boulevard débute avenue du Prado et se termine rue Jean-Mermoz et boulevard Émile-Sicard.

## Origine du nom
Il est nommé en hommage à l'homme politique Édouard Herriot (1872-1957) par délibération du Conseil municipal du 4 septembre 1958.

## Historique
Jusqu'au milieu du XXe siècle, il se nommait « boulevard des Arènes » à cause des arènes que l'on appelait « Arènes du Prado » jusqu'au XIXe siècle.

## Bâtiments remarquables et lieux de mémoire
Aujourd'hui, des locaux de France 3 ont remplacé les « Arènes du Prado »  où se déroulaient des corridas, matchs de boxe et autres manifestations.